# Kitakyushu
Kitakyūshū (北九州市; 'Kitakyūshū-shi') é uma cidade japonesa localizada na prefeitura de Fukuoka.
Em março de 2005 a cidade tinha uma população estimada em 998 999 habitantes e uma densidade populacional de 2 063,28 h/km². Tem uma área total de 484,18 km².
Recebeu o estatuto de cidade a 10 de fevereiro de 1963, quando cinco pequenas cidades, Kokura, Moji, Tobata, Wakamatsu e Yahata se fundiram. Tem um importante parque industrial, no qual destaca-se a indústria metalúrgica. Dispõe de instalações portuárias na foz do rio Murasaki. A cidade tem estações de trem comum, trem-bala (shinkansen), ferryboat e monorail, assim como aeroportos. O novo aeroporto de Kyushu, que é construído num aterro sobre o mar, é localizado na cidade de Kitakyushu.
Nas décadas de 1950-1960 a cidade era coberta por gases poluentes de diversas cores. O céu apresentava-se colorido com fumaça de diferentes cores. A partir da década de 1960-1970, devido a uma forte participação de grupos de donas de casa que iniciaram protestos, a municipalidade passou a adotar medidas de proteção ambiental. Atualmente a cidade busca uma imagem de adequação e modelo de gestão ambiental. Por exemplo, foi uma das primeiras cidades japonesas a instalar um parque industrial especializado em reciclagem.
Principais Universidades:
- Instituto Tecnológico de Kyushu
- Universidade de Kitakyushu

## Divisão
Kitakyushu tem sete distritos (ku):
|  |                   |          | Área (km²) |
|  | ----------------- | -------- | ---------- |
|  | Kokura Kita-ku    | 小倉北区 | 39.27      |
|  | Kokura Minami-ku  | 小倉南区 | 170.25     |
|  | Moji-ku           | 門司区   | 73.37      |
|  | Tobata-ku         | 戸畑区   | 16.66      |
|  | Yahata Higashi-ku | 八幡東区 | 36.36      |
|  | Yahata Nishi-ku   | 八幡西区 | 83.04      |
|  | Wakamatsu-ku      | 若松区   | 67.86      |

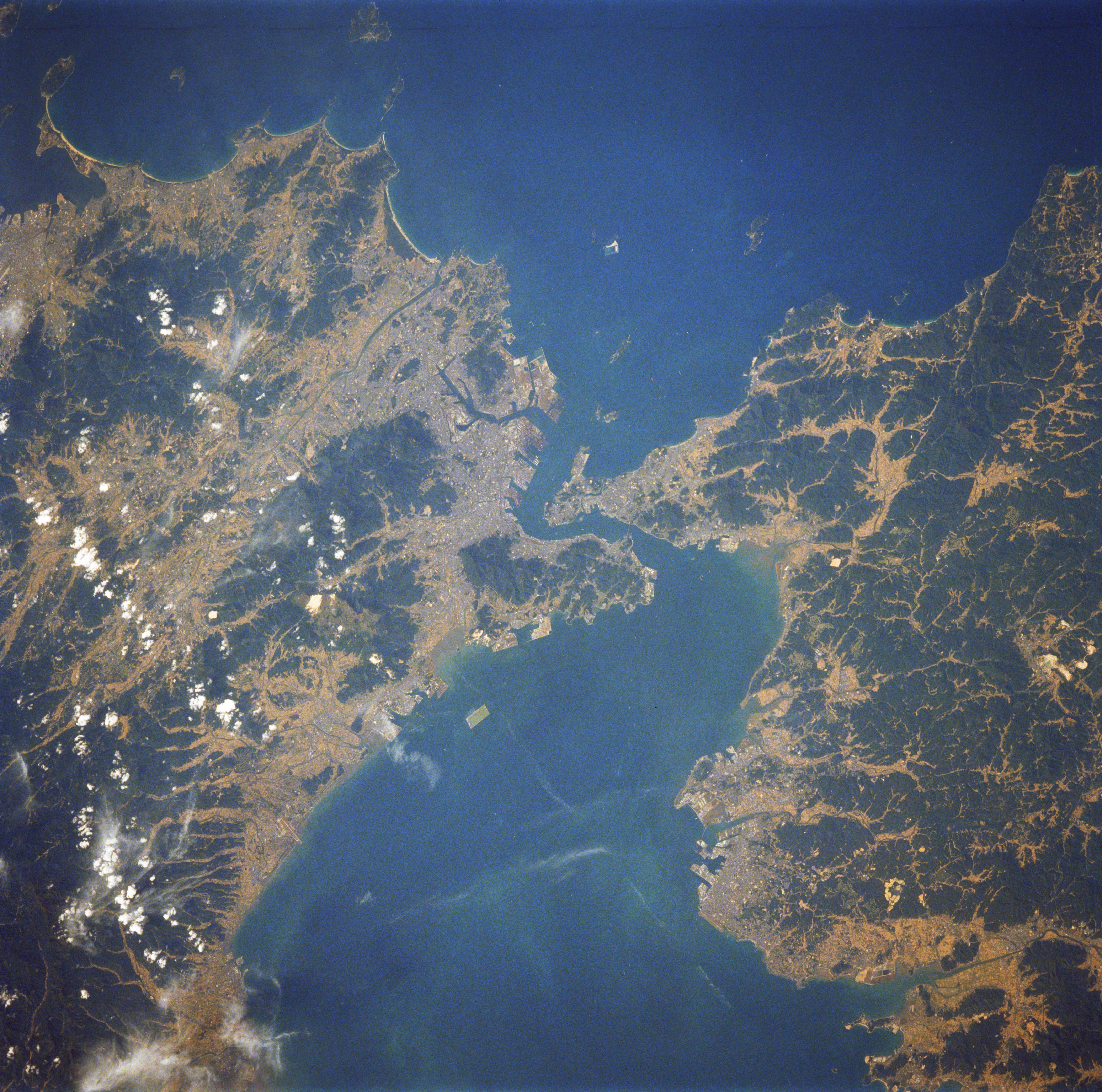
O Estreito Kanmon visto do espaço, com Kitakyushu a esquerda e Shimonoseki a direita. O novo aeroporto também é visível.

A cidade de Nakama iria tornar-se o oitavo distrito de Kitakyushu em 2005, a ser chamado Nakama-ku. No entanto, a planejada junção foi recusada em Dezembro de 2004.

## Cidades irmãs
Kitakyushu possui 5 cidades-irmãs, sendo elas:

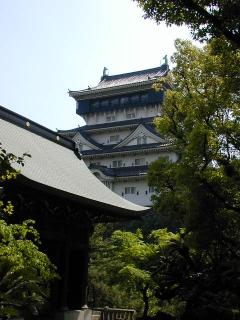
Castelo de Kokura (Kokura-jō), Abril de 2002

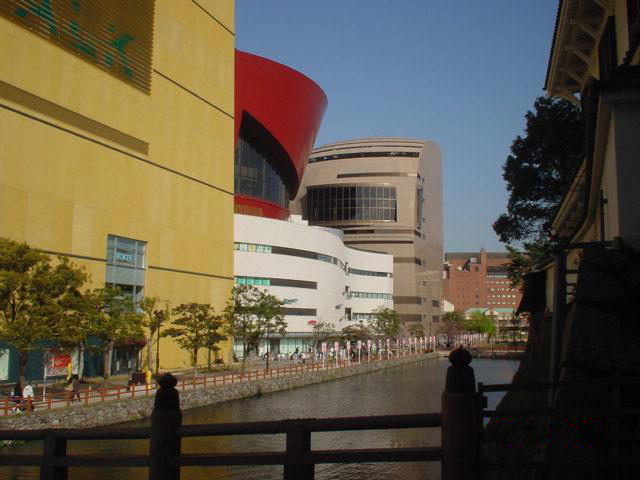
Shopping center Riverwalk Kitakyushu e o fosso do castelo de Kokura

- Inchon, Coreia do Sul
- Dalian, China
- Norfolk, Estados Unidos
- Tacoma, Estados Unidos
- Ipatinga, Brasil